# 하이델베르크인
하이델베르크인(Homo heidelbergensis 호모 헤이델베르겐시스[*])은 신생대 제3기 플라이스토세 중반에 살았던 것으로 추정되는 인류이다. 하이델베르크에서 발견된 화석 이외에 아라고인, 토타벨인, 페트랄로나인, 스완즈콤브인, 슈타인하임인, 마파인, 딩춘인, 다둥인, 오르도스인, 진뉴산인 등이 여기에 해당된다.
1908년 독일 하이델베르크 근교 마우어에서 한 고등학교 교사가 처음으로 호모 헤이델베르겐시스의 것으로 추정되는 아래턱뼈 화석 마우어 1을 발견한 뒤, 발견 장소인 하이델베르크의 이름을 따 붙인 것이다. 아래턱은 크고 두꺼웠지만 치아가 가늘게 배열되어 있었다. 이 인류는 약 100만년전부터 약 10만년전까지 생존했으며, 호모 사피엔스와 호모 네안데르탈렌시스의 직계 조상으로 추정되는 인류이다. 처음에는 호모 에렉투스로 분류되었지만, 현재는 호모 헤이델베르겐시스로 독립시켜서 분류한다. 하악골 전체가 크고, 아래턱의 돌출은 없으며, 원시적인 특징을 가졌다. 유럽에서 가장 오래된 화석인류의 뼈로 치아는 호모 네안데르탈렌시스와 비슷하다. 호모 헤이델베르겐시스의 평균 뇌용적은 1100–1400 cm³이며 이는 현대 인류의 뇌용적인 1350 cm³와 겹친다. 성인 호모 하이델베르크인 남자의 평균 신장은 180cm이고 근육질의 몸을 갖고 있었을 것으로 추정되며, 성인 하이델베르크인 남자의 평균체중은 100kg정도로 추정된다. 남아프리카에서 약 80만년전에서 30만년전에 거주했던 호모 하이델베르겐시스의 한 화석증거는 이 종의 신장이 213cm에 달하기도 했을 것이라는 사실을 암시한다.
이들은 아프리카에서 발생하여 유럽과 아시아로 확산된 것으로 추정되며, 인도의 나르마다 지역에서는 60만년 전경의 하이델베르크인의 해골 화석이 발견되었다. 호모 하이델베르겐시스의 화석은 아프리카에서 프랑스, 그리스, 독일, 스페인, 영국 등에 분포되어 있으며 중국에서는 5-6만년 전경까지도 생존하였다. 한때 초기의 호모 사피엔스로도 분류되었으나 2000년대 이후 호모 사피엔스와는 다른 종으로 재분류되었다. 호모 하이델베르겐시스가 사용했던 석기는 호모 에렉투스의 아슐리안 석기와 매우 유사하다. 호모 네안데르탈렌시스는 약 45만년전에 유럽에서 호모 하이델베르겐시스로부터 분기된 것으로 추정된다.

## 같이 보기
- 호모 세프렌시스
- 호모 게오르기쿠스